# Charles-Antoine de La Garde de Chambonas
Charles-Antoine de La Garde de Chambonas, né en 1636 et mort le 21 février 1713, est un prélat français du XVIIe siècle et du XVIIIe siècle, évêque de Lodève, puis évêque de Viviers.

## Biographie
Charles-Antoine de La Garde de Chambonas appartient à la famille  de La Garde de Chambonas. Il  est le fils de Louis-François de la Garde et de Charlotte de La Baume, sœur de l'évêque de Viviers Louis de La Baume de Suze.
Né au château de Chambonas, il est ordonné prêtre en janvier 1671. Charles-Antoine  est grand-vicaire et coadjuteur de son oncle Louis de La Baume de Suze, puis désigné comme évêque de Lodève il est confirmé et consacré par son oncle le 15 novembre 1671. Il est choisi pour succéder à ce dernier comme évêque de Viviers, le 22 septembre 1690 et confirmé deux ans plus tard le 5 mai 1692.
Il meurt le 21 février 1713.